# Teppo Numminen
Teppo Kalevi Numminen, född 3 juli 1968 i Tammerfors, Finland, är en finländsk före detta professionell ishockeyspelare som spelade över 20 säsonger i NHL. Numminen avslutade sin långa karriär i Buffalo Sabres där han var en av lagets viktigaste spelare. Han har tidigare representerat klubbarna Winnipeg Jets, Phoenix Coyotes och Dallas Stars.
På 1372 matcher i NHL gjorde Numminen 117 mål och 520 assist för totalt 637 poäng.

## Landslagstatistik
- OS-silver 1988
- OS-brons 1998
- OS-silver 2006